# チキンキエフ

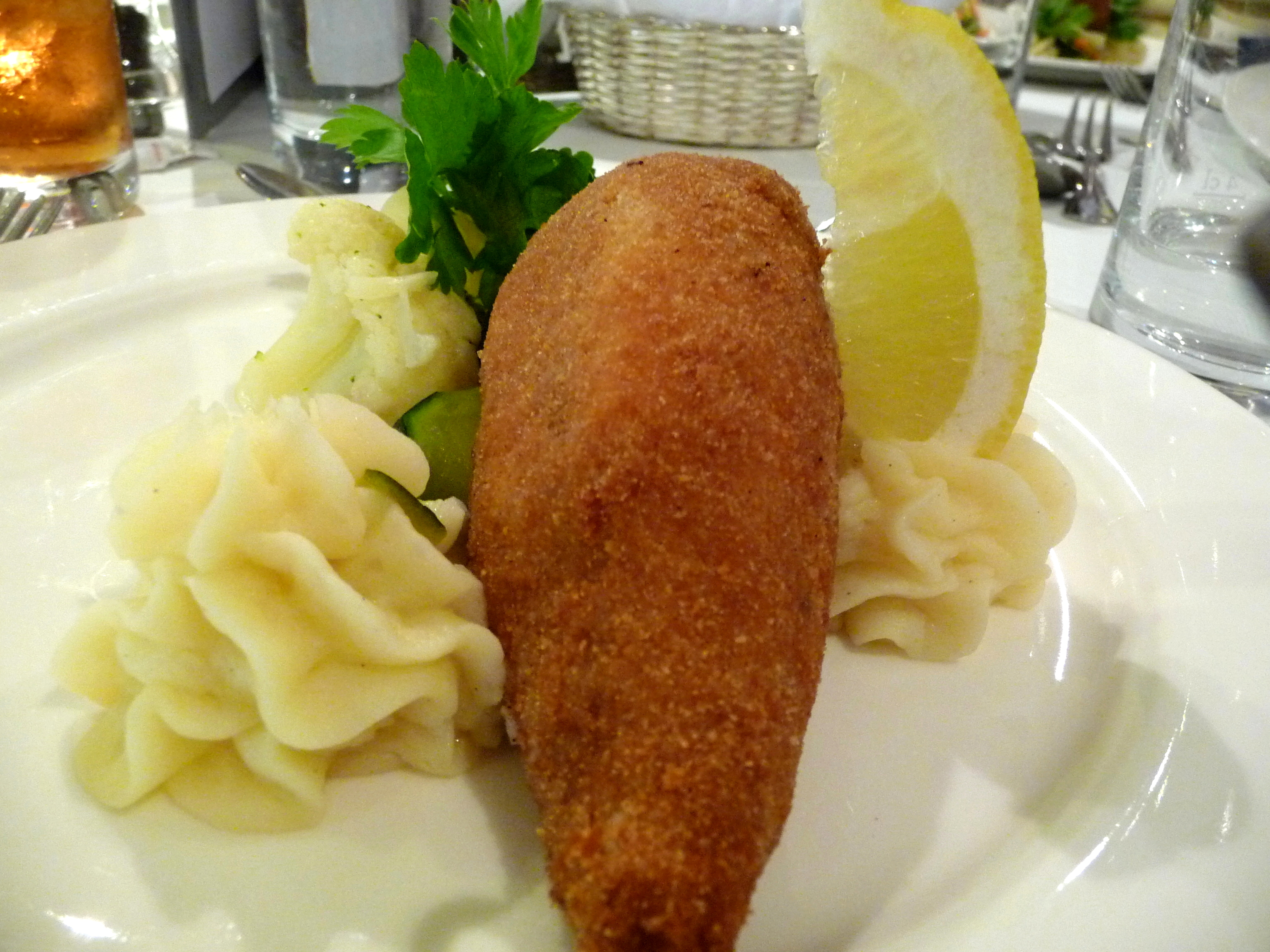
チキンキエフ

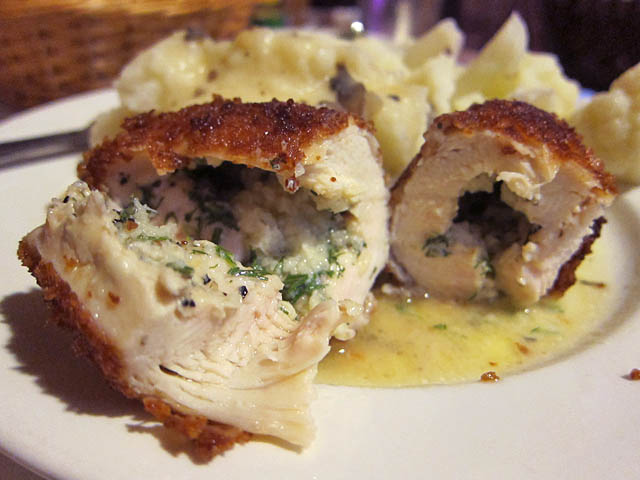
チキンキエフの断面

チキンキエフ、チキンキーウ (英語: Chicken Kyiv、ウクライナ語: котлета по-київськи）とは、バターを骨なしの鶏胸肉で巻き、小麦粉、溶き卵、パン粉の衣をつけて焼くか、もしくは揚げたカツ料理。日本語では「キエフ風カツレツ」とも書かれる。ウクライナおよびロシアのカツ料理、コトレータの一種である。キエフチキンともいう。

## 概要
伝統的なチキンキエフには、手羽元の骨をつけたままにした胸肉を用いる。胸肉を叩いて薄くのばしてから冷やしたバターを包み、中央が太く両端が尖がったサツマイモのような形に整えることが多い。温かいうちに切ると、調理中に熱せられて液状化したバターが染み出し、バターソースとなる。ハーブ（パセリ、チャイブ、ディルなど）やレモン汁、ニンニクをねりこんだバターを用いることもある。定番の付け合わせは細切りのフライドポテトとバターをのせたグリーンピース である。胸肉の代わりに鶏の挽肉を使うこともある。

## 歴史
チキンキエフは伝統的なウクライナ料理にその起源を持ち、料理名はウクライナの首都キエフから採られたとされているが、正確な発祥の地は不明確である。調理法はむしろフランス料理の鶏肉のカツレツに酷似する。
ロシアの料理研究家ヴィリヤム・ポフリョプキンは、チキンキエフは1912年にサンクトペテルブルクの会員制レストラン「商人クラブ」で発明されたものであると主張した。創作された当時の「チキンキエフ」は「新ミハイロフスキー・カツレツ（コトレータ）」という名前であり、ロシア革命の混乱によってレストランの消滅と共に料理自体も忘れ去られた。1947年、ソビエト料理のレストランで「新ミハイロフスキー・カツレツ」がウクライナの外交官たちに供せられ、この時初めてチキンキエフ（ロシア語: котлета по-киевски、ウクライナ語: котлета по-київськи, キエフ風コトレータ）に改名されたと述べている。しかし、ポフリョプキンは主張の裏付けを提示しておらず、「新ミハイロフスキー・カツレツ」がウクライナの外交官たちの食卓に出されるに至った経緯も説明していない。また、第二次世界大戦前の食文化を聞き取り調査した「日本の食生活全集　巻28　兵庫の食事」では、神戸市在住のロシア系の家庭の食生活の一例として「キーフ」の名で登場する。また、フランスの食品加工業者ニコラ・アペールをチキンキエフの考案者とする説、20世紀初頭のニューヨークのレストランで考案された説も存在する。

## 英語圏における使用
1991年8月に当時のアメリカ合衆国大統領ジョージ・H・W・ブッシュが、ソビエト連邦からの独立を求めるウクライナ人の政治姿勢を自滅的ナショナリズムと呼び、自制を求めるために行ったキエフでのスピーチに対する蔑称として、ニューヨーク・タイムズのコラム執筆者ウィリアム・サファイアがチキンキエフという名称を使用した。ブッシュ大統領のスピーチはウクライナの民族主義者とアメリカ合衆国の保守派を激怒させた。サファイアは大統領のこの対ウクライナ政策を重大な誤算と考え、これをチキンキエフ・スピーチと名付けて痛烈に批判した。ちなみに英語のチキンとは「臆病者」を意味するスラングでもある。
チキンキエフは1976年にイギリスに紹介され、イギリスの小売事業者マークス&スペンサーのTVディナーシリーズの最初の商品となった。

## 類似料理
チキンキエフに類似した料理はいくつかある。特に有名な類似料理としてはバターの代わりにチーズとハムを詰めたコルドン・ブルーがある。

## 参考資料
- 沼野充義、沼野恭子『ロシア』（世界の食文化19, 農山漁村文化協会, 2006年3月）
- Marcus Warren (2001年6月19日). “Email from Ukraine”.   Electronic Telegraph. 2013年2月20日閲覧。